# Дивногорск
Дивного́рск — город в Красноярском крае России. Административный центр городского округа город Дивногорск.

## География
Город расположен на правом берегу  Енисея, в 12 км к юго-западу от Красноярска (17 км по автодороге Р-257 «Енисей»), в 2,5 км от устья Маны в отрогах Восточного Саяна.

## Часовой пояс
Город Дивногорск находится в часовой зоне МСК+4. Смещение применяемого времени относительно UTC составляет +7:00.

## История
Позднепалеолитическая стоянка, которая была обнаружена на западной окраине города, свидетельствует, что эта земля была заселена более десяти тысяч лет назад.
Находящееся ныне в городском подчинении село Овсянка было основано в 1671 году.
В 1888 году на месте современного Дивногорска иеромонахом Филаретом был основан Красноярский Знаменский общежитский мужской скит, строительство которого было начато 19 августа того года (закрыт в 1920 году). Со временем монастырь превратился в посёлок Скит. При монастыре действовали кирпичный, смологонный, свечной заводы, различные мастерские. Скит стал первой выше Красноярска пристанью для судов, пристававших к песчаной косе чуть ниже Филаретова ручья. Из построек монастыря сохранился лишь деревянный двухэтажный дом, перестроенный из старой церкви (ныне здесь находятся художественные мастерские). В начале 1920 закрытый скит превратили в детдом, в 1921 году преобразованный в детский трудовой городок № 2 для детей-сирот. В 1930-х годах в расформированном детском доме посёлка Скит разместился учебно-опытный лесхоз и подсобное хозяйство Красноярского лесотехнического техникума. В это время здесь проживало около десятка семей.
С февраля 1956 года с окончательным выбором Шумихинского створа для сооружения Красноярской ГЭС старый посёлок Скит превратился во временный посёлок гидростроителей, почти вплотную примыкавший к ГЭС. 12 марта 1957 года посёлок был переименован в Дивногорск. Название он получил от Дивных гор, расположенных на противоположном, левом берегу Енисея. Статус города был присвоен 1 февраля 1963 года. День города ранее праздновался в последнюю субботу июня и часто совпадал с празднованием Дня молодёжи. В настоящее время День города празднуется в День России - 12 июня.
Для подвоза материалов к месту строительства ГЭС в 1963 году была проложена железнодорожная ветка из Красноярска, а в 1970 году — построена железнодорожная станция, которая функционирует и сейчас.
В 1967 году состоялся пуск первых агрегатов Красноярской ГЭС. 18 декабря 1971 года был пущен последний, двенадцатый агрегат.
В 1973 году был пущен в эксплуатацию Дивногорский завод низковольтной аппаратуры — крупнейшее предприятие Дивногорска (ныне не существует в связи с завершением процедуры банкротства). В настоящий момент крупнейшими предприятиями города являются Красноярская ГЭС, завод железобетонных изделий, ЗАО «Техполимер».
В  Овсянке родился и жил писатель Виктор Петрович Астафьев.
Город застраивался многоэтажными домами по принципу террас-ступеней, спускающихся с гор к реке.
В Дивногорске развивается направление туризма и отдыха для красноярцев и гостей Красноярского края, в частности горнолыжный спорт — функционирует горнолыжный центр «Филаретов ключ».

## Население
| 1959    | 1967    | 1970    | 1979    | 1989    | 1992    | 1996    |
| ------- | ------- | ------- | ------- | ------- | ------- | ------- |
| 6958    | ↗21 000 | ↗25 944 | ↗28 939 | ↗29 963 | ↗30 300 | ↗34 300 |
| 1998    | 2000    | 2001    | 2002    | 2003    | 2005    | 2006    |
| ↘29 700 | ↘29 200 | ↘29 100 | ↗30 137 | ↘30 100 | →30 100 | ↗30 600 |
| 2007    | 2008    | 2009    | 2010    | 2011    | 2012    | 2013    |
| ↗30 700 | ↗31 000 | ↗31 147 | ↘28 272 | ↗28 300 | ↗28 473 | ↗28 713 |
| 2014    | 2015    | 2016    | 2017    | 2018    | 2019    | 2020    |
| ↗28 857 | ↗29 115 | ↘29 049 | ↗29 117 | ↗29 246 | ↘29 195 | ↗29 232 |
| 2021    |         |         |         |         |         |         |
| ↘27 477 |         |         |         |         |         |         |

На 1 января 2025 года по численности населения город находился на 534-м месте из 1124 городов Российской Федерации.

## Основные промышленные предприятия
- ООО «ДиХлеб», производство разных сортов хлебобулочных изделий (временно не работает)
- Красноярская ГЭС (входит в корпорацию En+ Group).
- Литейно-механический завод «СКАД», производство автомобильных дисков
- ЗАО «Техполимер», производство геомембраны
- ЗАО «КРИД-М», железобетонные изделия (РЗЖБИ)
- «Пионер», производство сэндвич-панелей и быстровозводимых сооружений (не рабортает)
- Дивногорский завод рудничной автоматики[24][неавторитетный источник]
- Управление эксплуатации Красноярского судоподъёмника (перевозки судов через плотину Красноярской ГЭС)
- Дивногорский завод низковольтных автоматов, бывший сорок лет градообразующим предприятием Дивногорска, обанкротился в 2013 году[25]

## Транспорт

### Городские автобусные маршруты
В городе два регулярных автобусных маршрута:
- № 1. ДЗНВА — Гостиница (ч/з ул. Чкалова); часть рейсов выполняется до садов в районе бывшей городской свалки и стрельбища (сезонно).
- № 5. ДЗНВА — Гостиница (ч/з ул. Бочкина); часть рейсов выполняется до садов в районе бывшей городской свалки и стрельбища (сезонно).

### Пригородные автобусные маршруты
Муниципальные пригородные маршруты (№ 101, 102, 104) обслуживаются ООО "Дивногорская транспортная компания", междугородние маршруты №№ 106, 109, 146 обслуживаются ООО «Дивтранс».
Пригородный маршрут № 108 является т. н. «школьным» маршрутом, однако им пользуются также жители посёлка Верхняя Бирюса, так как это один из немногих способов добраться из посёлка до города.
- № 101 Дивногорск (площадь Строителей) — Сады (66-й километр) (автобусный маршрут, сезонный).
- № 102 Дивногорск (ЗНВА) — Слизнево (автобусный маршрут).
- № 103 Дивногорск — п. Усть-Мана (школьный).
- № 104 Дивногорск — п. Манский (автобусный маршрут).
- № 106 Дивногорск (площадь Строителей) — Красноярск (Предмостная площадь) (маршрутное такси).
- № 108 Дивногорск — Верхняя Бирюса (автобусный маршрут).
- № 109 Дивногорск (площадь Строителей) — Красноярск (станция Енисей) (автобусный маршрут).
- № 146 Дивногорск (площадь Строителей) — Красноярск (Междугородный автовокзал) (маршрутное такси).

### Междугородние автобусные маршруты
- Через город проходят автобусные маршруты от Красноярска до Балахты, Приморска, Шира, Краснотуранска, Идринского, Абакана, Минусинска, Ермаковского, Саяногорска и других населённых пунктов юга Красноярского края, республик Хакасия и Тыва, а также до курорта «Красноярское Загорье».

Место посадки на междугородние и пригородные автобусы находится на площади Строителей, однако большинство междугородних автобусов в случае отсутствия пассажиров, едущих из Дивногорска в указанные населённые пункты, или пассажиров, высаживающихся в Дивногорске, на площадь Строителей не заходят, а в случае необходимости делают остановку возле железнодорожного вокзала.

### Пригородный железнодорожный транспорт
По будням: пять электропоездов до станции Красноярск-Пассажирский; один электропоезд до станции Зеледеево; один электропоезд до станции Красноярск-Северный; один электропоезд до станции Минино
По выходным: шесть электропоездов до станции Красноярск-Пассажирский.
Время в пути до станции Красноярск-Пассажирский — 1 час, до станции Бугач — 1 час 22 минуты, до станции Красноярск-Северный — 1 час 52 минуты, до станции Минино — 1 час 38 минут.
Стоимость проезда — 40 рублей (в границах проекта «Городская электричка»)
Железнодорожный вокзал находится возле автомобильной дороги Р257(М54), по адресу: Студенческий проспект, 6.

## Образование

### Школы
- Вечерняя школа № 1 (с 14.08.2019 переименована в центр технического обслуживания)
- Средняя школа № 2 имени Ю. А. Гагарина
- Средняя школа № 4
- Средняя школа № 5
- Средняя школа № 7 имени В. П. Астафьева (с. Овсянка)
- Средняя школа № 9
- Гимназия № 10 имени А. Е. Бочкина

### Дополнительное образование
- Спортивная школа города Дивногорска[26]
- Краевое государственное бюджетное учреждение дополнительного образования «Спортивная школа олимпийского резерва по горнолыжному спорту и сноуборду имени В.И. Махова»
- Дом детского творчества
- Детская школа искусств
- Детская художественная школа
- Детская эколого-биологическая станция

### Средние специальные учебные заведения
- Дивногорский медицинский техникум[27]
- Дивногорский гидроэнергетический техникум имени А. Е. Бочкина[28]
- Дивногорский техникум лесных технологий[29]
- Дивногорский колледж-интернат олимпийского резерва[30]

### Высшие учебные заведения, центры повышения квалификации
- Филиал Современной гуманитарной академии (не работает)
- Красноярский краевой Центр повышения квалификации кадров культуры[31]
- Институт повышения квалификации работников лесной отрасли

## Культура
- Дивногорский художественный музей (плюс филиал - Дивногорский городской музей)
- Краеведческий музей в п. Усть-Мана
- Музей строительства Красноярской ГЭС
- Театр творческого поиска и эксперимента «Мейерхольд»
- Городской Дворец культуры «Энергетик», в котором осуществляют свою деятельность большинство творческих коллективов города
- Центральная городская библиотека имени В. Н. Белкина.
- Детская библиотека имени А. Гайдара
- Библиотека-музей имени В. П. Астафьева
- Городская библиотека имени В. Г. Распутина
- Молодёжная библиотека (ЦГБ)

В 2016 году Дивногорск объявлен культурной столицей Красноярья.
С городом связаны судьбы трех членов Союза писателей России: поэтов Владлена Белкина и Любови Карзниковой, прозаика Степана Ратникова.

## Спорт
- Стадион «Спутник»
- Крытая хоккейная коробка на ул. им. А. Е. Бочкина
- Спортивные клубы по месту жительства
- Дивногорская федерация киокусинкай каратэ-до
- Горнолыжный комплекс «Дивный», спорт-отель «Дивный»
- Физкультурно-оздоровительный комплекс
- Фитнес-центр «Галактика»
- Бильярдный клуб
- Городская федерация шахмат
- Спортивные команды учебных заведений города и спортивные команды организаций города
- Лыжные трассы (по территории, прилегающей к Дивногорску; Дивногорск — п. Минино)
- Федерация вольной борьбы
- Федерация парусного спорта, яхт-клуб

Соревнования конькобежцев в рамках зимних Спартакиад народов СССР 1982 и 1986 годов проходили на стадионе «Спутник».
25 ноября 2013 года город Дивногорск встречал эстафету Олимпийского огня.
В городе работает училище олимпийского резерва, выпускниками которого являются Светлана Болдыкова, Николай Большаков, Дмитрий Логинов. Александр Кибалко, Юрий Коханец, Ольга Медведцева, Ольга Ромасько, Алёна Сидько. Наталья Соколова.